# Alemania en los Juegos Europeos de Cracovia 2023
Alemania participó en los Juegos Europeos de Cracovia 2023 con un equipo de 361 deportistas. Responsable del equipo nacional fue la Confederación Deportiva Olímpica Alemana.

## Medallistas
El equipo de Alemania obtuvo las siguientes medallas:
| Nombre | Deporte               | Competición                          |
| --- | --------------------- | ------------------------------------ |
| Oro |                       |                                      |
| Julian Weber | Atletismo             | Jabalina M                           |
| Julian Wagner Marvin Schulte Joshua Hartmann Yannik Wolf                                                                                             | Atletismo             | 4 × 100 m M                          |
| Carolina Krafzik | Atletismo             | 400 m vallas F                       |
| Kristin Pudenz | Atletismo             | Disco F                              |
| Reem Khamis | Karate                | Kumite –61 kg F                      |
| Johanna Kneer | Karate                | Kumite +68 kg F                      |
| Sandro Peters | Kickboxing            | Puntos –84 kg M                      |
| Al Amin Rmadan | Kickboxing            | Light contact –79 kg M               |
| Equipo | Pentatlón moderno     | Equipo F                             |
| Franz Anton Sideris Tasiadis Timo Trummer | Piragüismo en eslalon | C1 por equipos M                     |
| Ricarda Funk | Piragüismo en eslalon | K1 individual F                      |
| Elena Lilik | Piragüismo en eslalon | C1 individual F                      |
| Moritz Wesemann | Saltos                | Trampolín 3 m M                      |
| Timo Barthel | Saltos                | Plataforma 10 m M                    |
| Christina Wassen Elena Wassen | Saltos                | Plataforma 10 m sincro F             |
| Patrick Franziska Dimitrij Ovtcharov Dang Qiu | Tenis de mesa         | Equipo M                             |
| Dang Qiu Nina Mittelham | Tenis de mesa         | Dobles mixto                         |
| Equipo | Tiro                  | Pistola 10 m por equipo M            |
| Equipo | Tiro                  | Pistola 10 m por equipo F            |
| Florian Unruh | Tiro con arco         | Recurvo individual M                 |
| Plata |                       |                                      |
| Yemisi Ogunleye | Atletismo             | Peso F                               |
| Kim Lea Müller | Ciclismo BMX          | Parque F                             |
| Erik Abramov Losseni Kone Martin Matijass Eduard Trippel Seija Ballhaus Miriam Butkereit Renée Lucht Giovanna Scoccimarro Pauline Starke             | Judo                  | Mixto                                |
| Anis Triqui | Kickboxing            | Light contact –63 kg M               |
| Aline Sodjinou | Kickboxing            | Full contact –70 kg F                |
| Klara Bleyer Amelie Blumenthal Haz Marlene Bojer Maria Denisov Solene Guisard Daria Martens Susana Rovner Frithjof Seidel Daria Tonn Michelle Zimmer | Natación sincronizada | Combinación libre F                  |
| Felix Frank Martin Hiller | Piragüismo            | K2 500 m M                           |
| Jule Hake Katinka Hofmann Paulina Paszek Lena Röhlings                                                                                               | Piragüismo            | K4 500 m F                           |
| Ricarda Funk | Piragüismo en eslalon | K1 cross F                           |
| Christina Wassen | Saltos                | Plataforma 10 m F                    |
| Lena Hentschel Jana Lisa Rother | Saltos                | Trampolín 3 m sincro F               |
| Elena Wassen Alexander Lube | Saltos                | Plataforma 10 m sincro mixto         |
| Shan Xiaona Han Ying Nina Mittelham | Tenis de mesa         | Equipo F                             |
| Robin Walter | Tiro                  | Pistola 10 m M                       |
| Christian Reitz | Tiro                  | Pistola rápida de fuego 25 m M       |
| Maximilian Ulbrich | Tiro                  | Rifle 10 m M                         |
| Bronce |                       |                                      |
| Equipo | Atletismo             | División I                           |
| Linda Efler Isabel Lohau | Bádminton             | Dobles F                             |
| Equipo | Balonmano playa       | Torneo F                             |
| Nelvie Tiafack | Boxeo                 | Superpesado (+92 kg) M               |
| Irina Schönberger | Boxeo                 | Medio (75 kg) F                      |
| Laurenz Rieger | Esgrima               | Florete individual M                 |
| Paul Faul Alexander Kahl Luis Klein Laurenz Rieger                                                                                                   | Esgrima               | Florete por equipo M                 |
| Raoul Bonah Lorenz Kempf Frederic Kindler Matyas Szabo                                                                                               | Esgrima               | Sable por equipo M                   |
| Alexandra Ehler | Esgrima               | Espada individual F                  |
| Leandra Behr Aliya Dhuique-Hein Leonie Ebert Anne Sauer                                                                                              | Esgrima               | Florete por equipo F                 |
| Roland Viczian | Kickboxing            | Puntos –63 kg M                      |
| Kiara Mager | Kickboxing            | Puntos –60 kg F                      |
| Michelle Mesmer | Kickboxing            | Light contact –60 kg F               |
| Jacob Schopf Lena Röhlings | Piragüismo            | K2 200 m mixto                       |
| Nico Pickert Annika Loske | Piragüismo            | C2 200 m mixto                       |
| Ricarda Funk Elena Lilik Emily Apel | Piragüismo en eslalon | K1 por equipos F                     |
| Andrea Herzog Elena Lilik Nele Bayn | Piragüismo en eslalon | C1 por equipos F                     |
| Philipp Raimund | Salto en esquí        | Trampolín grande individual M        |
| Selina Freitag | Salto en esquí        | Trampolín grande individual F        |
| Nur Çelik | Taekwondo             | –46 kg F                             |
| Supharada Kisskalt | Taekwondo             | –49 kg F                             |
| Doreen Vennekamp | Tiro                  | Pistola 25 m F                       |
| Nadine Messerschmidt | Tiro                  | Skeet F                              |
| Equipo | Tiro                  | Rifle 3 posiciones 50 m por equipo F |
| Equipo | Tiro                  | Pistola 25 m por equipo F            |
| Equipo | Tiro                  | Foso por equipo F                    |
| Florian Unruh Michelle Kroppen | Tiro con arco         | Recurvo por equipo mixto             |